# Rhinella chrysophora
Rhinella chrysophora är en groddjursart som först beskrevs av McCranie, Wilson och Williams 1989.  Rhinella chrysophora ingår i släktet Rhinella och familjen paddor. IUCN kategoriserar arten globalt som starkt hotad. Inga underarter finns listade i Catalogue of Life.